# 张温 (明朝)
張溫（？—1393年），祖籍不详，明朝初年军事将领，會寧侯。
其早年跟从朱元璋，功至天策衛指揮僉事。后跟随大军攻破中原、征战陕西，并攻下蘭州。当时元朝将领擴廓派军南袭，张温则主动出击，并坚守城池，元军无法攻破只能撤退。朱元璋称其立奇功，并升任其为大都督府僉事。此后以参将身份跟从傅友德进攻四川。洪武十一年，与王弼征讨西羌。次年封會寧侯。后处理河南军务，并于洪武十四年跟从傅友德南征，后跟冯胜北伐納哈出。之后因为其僭用不属于该身份的居室器具，后获罪，并因蓝玉案连坐而死。